# Robert Houston
Robert (Bobby) Houston est un réalisateur, scénariste et acteur américain né le 30 novembre 1955 en Californie. 
Son film Mighty Times: The Children's March est nommé à l'Oscar du meilleur court métrage documentaire.

## Filmographie partielle
en tant qu'acteur
- 1977 : La colline a des yeux de Wes Craven : Bobby Carter
- 1979 : The Great American Girl Robbery de Jeff Werner : Billy Mathews
- 1979 : 1941 de Steven Spielberg : un soldat
- 1980 : Shogun Assassin (voix)
- 1984 : La colline a des yeux 2 de Wes Craven : Bobby
- 1984 : Orphelins à louer (en) (Growing Pains ou Bad Manners)

en tant que réalisateur
- 1980 : Shogun Assassin (+ scénario)
- 1984 : Orphelins à louer (en) (+ scénario)
- 1989 : Trust Me (+ scénario)
- 1991 : Caged Fear (+ histoire)
- 1992 : Playboy: Erotic Fantasies (vidéo)
- 1993 : Docteur Doogie (1 épisode)
- 1994 : Playboy Video Playmate Calendar 1994 (documentaire)
- 1998 : Rock the Boat (documentaire)
- 2001 : A Place at the Table (documentaire) (+ scénario)
- 2002 : Mighty Times: The Legacy of Rosa Parks (court-métrage documentaire) (+ scénario)
- 2002 : America's Most Wanted (série télévisée documentaire, 1 épisode)
- 2004 : Mighty Times: The Children's March (court-métrage documentaire)